# یانگک (لهستان)
یانگک (به لاتین: Janik) یک روستا در لهستان است که در گمینا کونوو واقع شده‌است. یانگک ۱٬۰۲۴ نفر جمعیت دارد.